# Боханов (село)
Боха́нов (укр. Боханів) – село, расположенное на территории Варвинского района Черниговской области (Украина).

Брошенный хутор. Последний житель этой части хутора переехал в соседнюю Кухарку в 2007 году. После чего, как населенный пункт хутор не существует. Несколько семей из бывших жителей до сих пор используют только огороды.